# Herman Hertzberger

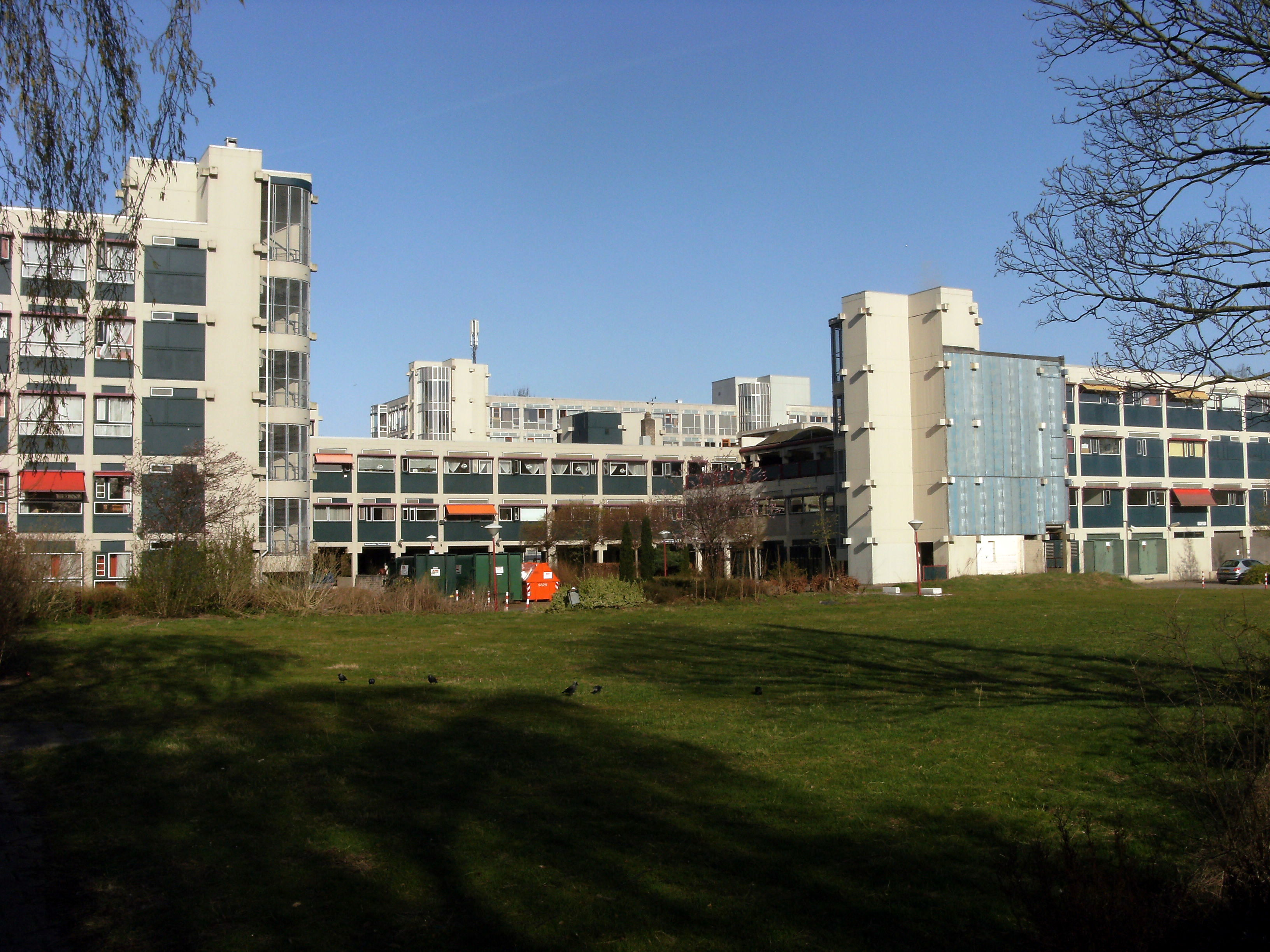
Osiedle De Drie Hoven w Slotervaart w Amsterdamie

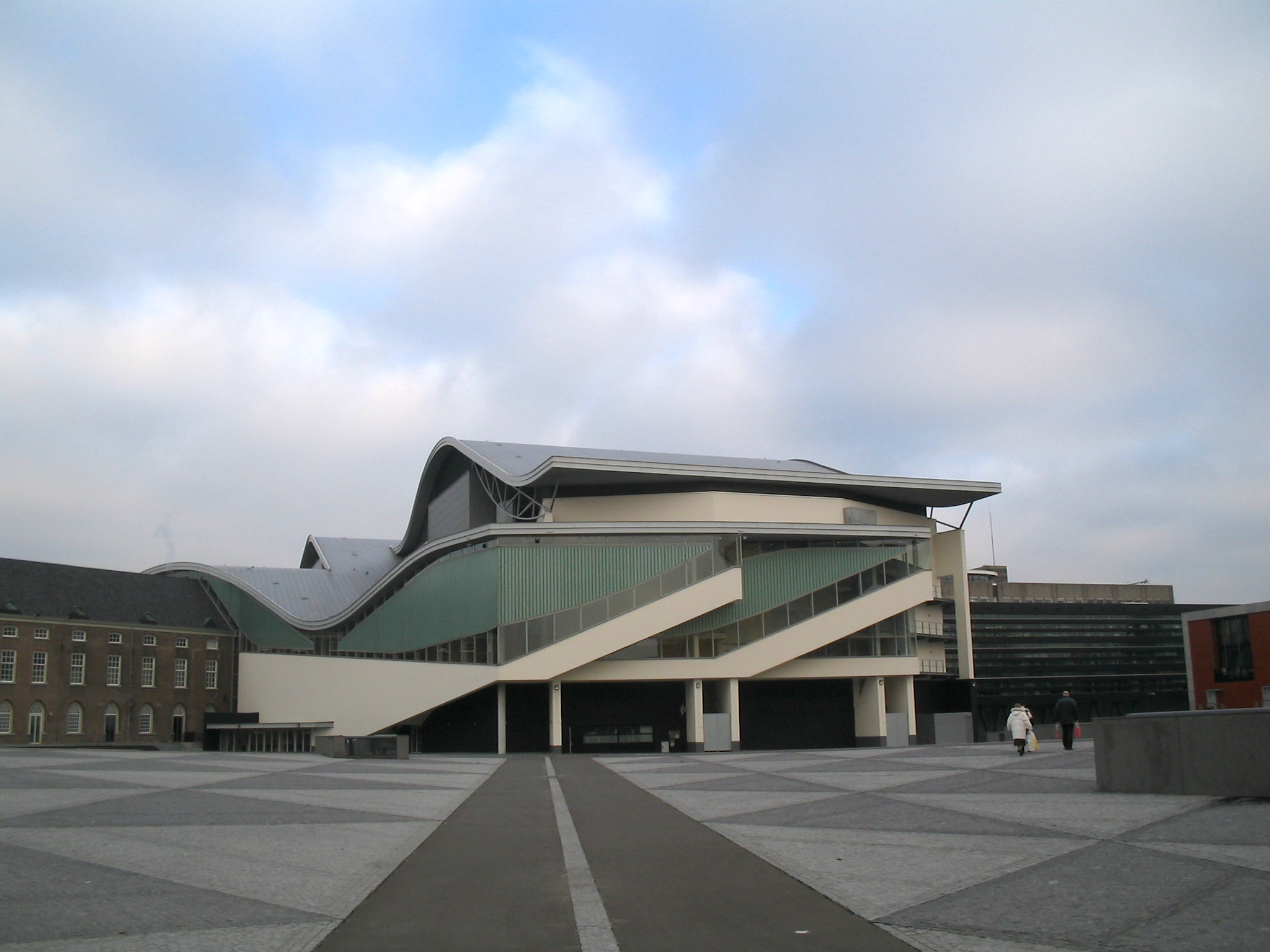
H. Hertzberger: Teatr w Bredzie

Herman Hertzberger (ur. 6 lipca 1932 w Amsterdamie) – holenderski architekt, uważany za przedstawiciela współczesnego strukturalizmu.

## Życiorys
Hertzberger ukończył studia architektoniczne na Uniwersytecie Technicznym w Delfcie w 1958. Po zakończeniu studiów otworzył własne biuro architektoniczne, a w latach 1959–1964 pracował wraz z Aldo van Eyckiem i Jaapem Bakemą w czasopiśmie architektonicznym Forum. W latach 1959–1969 był wykładowcą Akademii Architektury w Amsterdamie, a w latach 1970–1999 w Delft. Następnie wykładał gościnnie na wielu uczelniach w Europie, USA i Kanadzie.

## Strukturalizm Hertzbergera
Hertzberger znany jest ze stosowania zasady strukturalizmu w swoich realizacjach. Za pomocą tej zasady porządkował plan, wykorzystując matrycę powtarzających się modułów. Jego celem było stworzenie w swoich budynkach szeregu przestrzeni komórkowych, które poszczególni mieszkańcy mogliby zajmować i zagospodarowywać. Przestrzenie te zostały połączone obszarami wspólnymi, w których mogły spotykać się jednostki, w wyniku czego powstała hierarchia przestrzenna pomiędzy obszarami prywatnymi, półpublicznymi i publicznymi. Aby wspomóc proces personalizacji przestrzeni wewnętrznych, budynki Hertzbergera zostały celowo „niedokończone”. Miało to zachęcić poszczególnych mieszkańców do zastosowania własnych rozwiązań i modyfikacji, narzucających przestrzeniom osobistą tożsamość. Filozofia ta została rozwinięta w Die Drie Hoven (1964–1974), osiedlu mieszkaniowym dla osób starszych i niepełnosprawnych w Slotervaart w Amsterdamie.

## Nagrody i wyróżnienia
Hertzberger otrzymał wiele nagród holenderskich i międzynarodowych, m.in. nagrodę za architekturę szkół (2000 i 2004) oraz Oeuvreprijs Architectuur w 2004. Również w 2004 przyznano mu honorowe członkostwo (Honorary Fellowship) w American Institute of Architects. Jak napisało jury, odmienił sposób, w jaki architekci traktują wielkie projekty miejskie dzięki swojemu mistrzostwu w nadawaniu przestrzeni ludzkiej skali („...he has changed the way other architects view large urban projects by his mastery of making places human in scale”). W 2012 został uhonorowany Royal Gold Medal, nagrodą przyznawaną corocznie przez Królewski Instytut Architektów Brytyjskich (RIBA).

## Główne realizacje
- akademik Weesperstraat w Amsterdamie, 1966
- budynek mieszkalny Diagoonwoningen w Delfcie, 1970
- osiedle  Die Drie Hoven w Slotervaart w Amsterdamie, 1974
- Centraal Beheer w Apeldoorn, 1972, rozbudowa 1995
- Centrum Muzyki Vredenburg w Utrechcie, 1978
- dwie szkoły Apollolaan w Amsterdamie, 1983
- budynek mieszkalny LiMa w Berlinie, 1986
- ministerstwo spraw społecznych i pracy w Hadze, 1990
- teatr aan het Spui w Hadze, 1992
- Chassé Theater w Bredzie, 1995
- dom towarowy Vanderveen w Assen, 1997
- schronisko YKK w Kurobe (Japonia), 1998
- budynek mieszkalny Veersche Poort w Middelburgu 1999
- Montessori College w Amsterdamie, 2000
- biurowiec Il Fiore Ceramique w Maastricht, 2002
- CODA w Apeldoorn, 2004
- szkoła średnia Titaan w Hoorn, 2004